# Jaytoken (klan, lat 5,27, long -7,76)
Jaytoken är en klan i Liberia.   Den ligger i regionen River Gee County, i den sydöstra delen av landet, 400 km öster om huvudstaden Monrovia.